# استودیو پارس فیلم
استودیو پارس فیلم یک شرکت فیلمسازی، استودیو دوبله و لابراتوار ظهور و چاپ فیلم در تهران بود که در سال ۱۳۲۷ توسط اسماعیل کوشان تأسیس شد بود. فیلم‌های «زندانی امیر»، «شرمسار» به کارگردانی کوشان و «واریته بهاری» به کارگردانی پرویز خطیبی از اولین تولیدات این استودیو به‌شمار می‌روند. در ابتدا دفتر استودیو در طبقه سوم و چهارم سینما متروپل بود و سپس به محل گرین روم که در اختیار انگلیسی‌ها در زمان اشغال ایران بود نقل مکان کرد.
استودیو پارس فیلم پس از مدتی دچار آتش‌سوزی شد و اسماعیل کوشان به‌همراه شرکا زمینی به مساحت دو هزار متر مربع در کیلومتر چهارده جاده کرج می‌خرد و در سال ۱۳۳۵ استودیویی شامل دو سالن بزرگ شامل یک پلاتو فیلمبرداری و یک لابراتور، دو سالن دوبله و نمایش فیلم، اتاق‌های متعدد برای کارگردان‌ها، بازیگران و نویسندگان بود را راه‌اندازی می‌کند.
این استودیو در ابتدا با ۲۴۷ سهم ده هزار ریالی تأسیس شد که شرکا شامل اسماعیل کوشان، هوشنگ یاسمی، سیامک یاسمی، دیانا کوشان، شاپور یاسمی و محمود حریرفروش بود. در دوم آبان ۱۳۳۲ سرمایه شرکت به دو میلیون و چهارصد و هشتاد هزار ریال افزایش یافت و هیئت مدیره شامل اسماعیل کوشان، شاپور یاسمی و علی کسمایی بود.
در پارس فیلم در فاصله سال‌های ۱۳۳۰ تا ۱۳۵۰ بیش از نود فیلم تولید شد اگرچه تولیدات فیلمسازی دکوشان و پارس فیلم از سطح میانه‌ای برخوردار بود و منتقدان انتقادات زیادی به ساخته‌های او داشتند، اما نمی‌توان تلاش‌های این فیلمساز را در صنعتی کردن سینمای ایران نادیده گرفت.
در سال ۱۳۴۴ بود که سینمای ایران با عنوان اتحادیه صنایع فیلم ملی ایران به عضویت اتاق بازرگانی درآمد. در اردیبهشت ۱۳۴۵ کوشان به ریاست این اتحادیه انتخاب شد که جلسه‌هایش در دفتر «پارس فیلم» برگزار می‌شد. این استودیو در سال‌های پس از انقلاب ۱۳۵۷ توقیف شد.

## فیلم‌شناسی
- مشت مرد (۱۳۵۷)
- نفس گیر (۱۳۵۷)
- سکوت بزرگ (۱۳۵۶)
- سلام تهران (۱۳۵۶)
- طغیانگر (۱۳۵۶)
- فریاد عشق (۱۳۵۶)
- قول مرد (۱۳۵۶)
- با هم ولی تنها (۱۳۵۵)
- شادی‌های زندگی (۱۳۵۵)
- شیر خفته (۱۳۵۵)
- گل خشخاش (۱۳۵۵)
- پاشنه طلا (۱۳۵۴)
- مادر دوستت دارم (۱۳۵۴)
- مهرگیاه (۱۳۵۴)
- نیزار (۱۳۵۴)
- هیچ‌کسی بابا نمیشه (۱۳۵۴)
- اوستا کریم نوکرتیم (۱۳۵۳)
- بزن بریم دزدی (۱۳۵۳)
- تشنه‌ها (۱۳۵۳)
- خوشگلا عوضی گرفتین (۱۳۵۳)
- دروغگوی کوچولو (۱۳۵۳)
- مرغ همسایه (۱۳۵۳)
- جبار سرجوخه فراری (۱۳۵۲)
- جنگجویان کوچولو (۱۳۵۲)
- شیخ صالح (۱۳۵۲)
- قربون هرچی خوشگله (۱۳۵۲)
- گدای میلیونر (۱۳۵۲)
- آب نبات چوبی (۱۳۵۱)
- اسیر (۱۳۵۱)
- بابا نان داد (۱۳۵۱)
- عباسه و جعفر برمکی (۱۳۵۱)
- مرغ تخم طلا (۱۳۵۱)
- مهدی مشکی و شلوارک داغ (۱۳۵۱)
- پهلوان مفرد (۱۳۵۰)
- دختر فراری (۱۳۵۰)
- دلقک‌ها (۱۳۵۰)
- دنیا مال منه (۱۳۵۰)
- رعد و برق (۱۳۵۰)
- زن یکشنبه (۱۳۵۰)
- شوفر خوشگله (۱۳۵۰)
- ماه پیشونی (۱۳۵۰)
- دزد و پاسبان (۱۳۴۹)
- شیرین و فرهاد (۱۳۴۹)
- میوه گناه (۱۳۴۹)
- جیب بر خوشگله (۱۳۴۸)
- عدل الهی (۱۳۴۸)
- گرفتار (۱۳۴۸)
- نسل شجاعان (۱۳۴۸)
- غروب بت پرستان (۱۳۴۷)
- یوسف و زلیخا (۱۳۴۷)
- بندرگاه عشق (۱۳۴۶)
- گوهر شب چراغ (۱۳۴۶)
- مرد دو چهره (۱۳۴۶)
- نسیم عیار (۱۳۴۶)
- امیرارسلان نامدار (۱۳۴۵)
- حسین کرد (۱۳۴۵)
- شوخی نکن دلخور می شم (۱۳۴۵)
- مرد نامرئی (۱۳۴۵)
- دزد بانک (۱۳۴۴)
- ابرام در پاریس (۱۳۴۳)
- آراس خان (۱۳۴۲)
- اشک‌ها و خنده‌ها (۱۳۴۲)
- دوستت دارم (۱۳۴۲)
- مردها و جاده‌ها (۱۳۴۲)
- انتقام روح (۱۳۴۱)
- اهریمن زیبا (۱۳۴۱)
- سوداگران مرگ (۱۳۴۱)
- کلاه مخملی (۱۳۴۱)
- بیوه‌های خندان (۱۳۴۰)
- تازه به دوران رسیده (۱۳۴۰)
- دام عشق (۱۳۴۰)
- دندان افعی (۱۳۴۰)
- سایه سرنوشت (۱۳۴۰)
- آرشین مالالان (۱۳۳۹)
- شیر فروش (۱۳۳۹)
- پسر دریا (۱۳۳۸)
- چشمه آب حیات (۱۳۳۸)
- دوقلوها (۱۳۳۸)
- دوقلوها (۱۳۳۸)
- بیژن و منیژه (۱۳۳۷)
- شاباجی خانم (۱۳۳۷)
- طلسم شکسته (۱۳۳۷)
- عروس فراری (۱۳۳۷)
- ظالم بلا (۱۳۳۶)
- قزل ارسلان (۱۳۳۶)
- یعقوب لیث صفاری (۱۳۳۶)
- اتهام (۱۳۳۵)
- یوسف و زلیخا (۱۳۳۵)
- امیرارسلان نامدار (۱۳۳۴)
- راهزن (۱۳۳۴)
- غروب عشق (۱۳۳۴)
- آغامحمد خان قاجار (۱۳۳۳)
- دسیسه (۱۳۳۳)
- شاهین طوس (۱۳۳۳)
- گمگشته (۱۳۳۳)
- افسونگر (۱۳۳۲)
- بی‌پناه (۱۳۳۲)
- شب‌های تهران (۱۳۳۲)
- غفلت (۱۳۳۲)
- گرداب (۱۳۳۲)
- دزد عشق (۱۳۳۱)
- مادر (۱۳۳۱)
- مستی عشق (۱۳۳۰)
- شرمسار (۱۳۲۹)
- واریته بهاری (۱۳۲۸)
- زندانی امیر (۱۳۲۷)